# Henri Quesné
Pour les articles homonymes, voir Quesné.
Henri Quesné est un homme politique français né le 18 octobre 1813 à Elbeuf (Seine-Maritime) et mort le 24 octobre 1887 à Tourville-la-Rivière (Seine-Maritime).

## Un milieu social très favorisé
Henri (orthographié assez souvent Henry) Mathieu Quesné naît le 18 octobre 1813 à Elbeuf (Seine-Inférieure), fils de Louis Henry Mathieu Quesné (Elbeuf, 1789-Rouen, 1862), manufacturier, domicilié rue Bonaparte, anobli sous la Restauration, et de Constance Pélagie Duruflé dite parfois Suzanne (1794-1869), mariés à Elbeuf en 1812. Ses grands-pères, tous deux manufacturiers, sont témoins de la naissance. Les Quesné forment une très importante lignée de fabricants et d’hommes d’affaires anciennement implantée à Elbeuf.
Il épouse le jeudi 11 juillet 1844, à Paris, Xe arrondissement ancien, Marie Angélique Sapey (fille de Charles Sapey (1775-1857), magistrat, et d’Angélique Eulalie Boby (1791-1867). Aux dires de sa cousine, Berthilde Quesné, le couple est mal assorti : « ni les goûts, ni les idées, ni les habitudes, rien n’allait entre eux… Ils eurent au moins tous les deux la vertu de ne pas se séparer ouvertement, mais au bout de quelques années leur existence était bien divisée. » Cela explique sans doute la naissance d’une seule fille, Marthe Quesné, née en 1845, gravement malade dès l’âge de 15 ans et décédée d’une méningite en 1862 à l’âge de 17 ans. Le couple vit d’abord à Elbeuf, rue Royale (lors du recensement de 1846, il loge une cuisinière, une femme de chambre, un domestique et un cocher), puis à Paris au 88 rue de Varennes.
Fils et petit-fils de fabricant de draps, il se retrouve tout naturellement à la tête d'une manufacture – moins importante que celle de son père – au moins de 1835-1836 (il possède alors dix métiers à tisser) à 1848, si l’on se réfère aux registres des patentes. Son « ancien associé », Émilien Nivert meurt en 1868, âgé seulement de 37 ans. Henri Quesné fils porte un toast aux pairs et aux députés lors de la visite du ministre de l’Agriculture et du Commerce Cunin-Gridaine à Elbeuf, en septembre 1843. 

## Premières implications dans la vie politique
Durant le règne de Louis-Philippe, il s'occupe peu de politique. Mais il est quand même élu au conseil municipal d’Elbeuf dès juin 1840, puis réélu en 1846. La Révolution de 1848 lui donne l’occasion de s’impliquer davantage dans la vie municipale. Dès le mois de février, il intègre l’un des « comités consultatif et d’action » qui se relaient en permanence à l’hôtel de ville, afin de gérer la situation. Un arrêt du commissaire du gouvernement, le 8 avril 1848, désigne – parmi d’autres citoyens – « Henri Quesné fils, fabricant », pour compléter le conseil municipal. Il participe à diverses commissions municipales et s’occupe ainsi des questions de subsistances, d’un projet de construction d’une caserne et du casernement provisoire de soldats.
Il se fait remarquer en proposant d’adresser une pétition au gouvernement provisoire visant à proroger la protection des tarifs douaniers (dès 1846 il a manifesté son opposition aux traités de commerce risquant d’aboutir à une sorte de libre-échange). Parallèlement, il s’occupe aussi en 1848, en tant que délégué de la Chambre consultative des arts et manufacture d’Elbeuf des questions de soumission de drap militaire destiné à la Garde nationale de Paris. Il est adjoint à Victor Grandin, sur la demande de Victor Quesné (banquier, grand notable et adjoint provisoire au maire) pour suivre cette affaire à Paris.
Cette première implication dans la vie politique locale lui a sans doute donné envie d’aller plus loin. En 1849, il envisage de se présenter aux élections législatives partielles qui suivent la mort du député Victor Grandin. Mais sa candidature est écartée par le comité local dit de « L’Union électorale », au motif qu’il a quitté la ville et l’industrie en 1848 (pour quelles raisons ?) et s’est fait rayer des rôles de la garde nationale d’Elbeuf.

## Une longue carrière de parlementaire
Cependant, s'étant rallié au prince Louis Napoléon, il  est désigné candidat officiel, dans la 2e circonscription de la Seine-Inférieure (qui inclut le canton d’Elbeuf mais aussi ceux de Duclair, Grand-Couronne, Maromme, Pavilly et Caudebec-en-Caux). Son beau-père, Louis Charles Sapey (1769-1857), député de l’Isère sous le Premier Empire, puis à plusieurs reprises de 1819 à 1848 et enfin sénateur d’Empire de 1852 à 1857, a pu contribuer à sa désignation. Il est aussi apparenté par sa mère à Noël Lefebvre-Duruflé, ministre des Travaux publics dans les premiers mois de 1852, qui a pu également le patronner. Élu député au Corps législatif, Henri Quesné occupera ce siège constamment de 1852 à 1870.
Les 29 février et 1er mars 1852, il arrive en seconde position dans le canton d’Elbeuf, mais est en effet très largement élu grâce aux suffrages des communes du pays de Caux, par 11 998 voix (58,2 % sur 20 605 votants et 36 575 inscrits) contre 4 251 voix à Camille Randoing, 2 597 à Théodore Chennevière, et 1 495 (7,25% des voix) à Mathieu Bourdon, député sortant, candidat de l’ordre mais de tendance orléaniste, lâché par le gouvernement (ces candidats étant tous des manufacturiers elbeuviens).
En 1857 (il se dit encore fabricant), il déclare à ses électeurs avoir « pris une part spéciale et active à l’examen de la plupart des lois importantes qui concernaient l’agriculture et l’industrie » et avoir été constamment dévoué à la politique napoléonienne. Il s’est opposé au gouvernement sur un seul point : la politique douanière (conformément aux intérêts de l’industrie textile elbeuvienne, il s’oppose aux traités de libre-échange et réclame le maintien de tarifs douaniers protecteurs). Il est réélu le 22 juin 1857, par 12 359 voix (sur 18 155 votants et 32 354 inscrits), contre 5 370 à Leballeur de Villiers.
Dans le texte qu’il adresse aux électeurs en 1863, il se dit cette fois « ancien manufacturier » et déclare : « J’ai soutenu avec fermeté la cause de nos industries ; membre de plusieurs commissions financières du Corps législatif, je me suis associé à tous ce qui tendait à réduire les dépenses publiques. » Il est réélu à nouveau le 1er juin 1863, par 12 692 voix (54,4 % sur 23 312 votants et 35 047 inscrits), contre 7 092 à l’avocat rouennais Manchon (candidat des libéraux) et 3 402 à Mathieu Bourdon (orléanistes), qui le devancent tous les deux dans le canton d’Elbeuf. En dépit de l’érosion de la popularité de tous les candidats officiels, il est encore réélu le 24 mai 1869, par 13 387 voix (52,5% sur 25 492 votants et 34 828 inscrits), contre 11 657 à Eugène Manchon et 286 à l’ouvrier lithographe Aubry. Dans une adresse aux électeurs, il justifie ainsi ses prises de position : « J’ai, avec regret, mais sans hésitation parlé et voté contre plusieurs propositions du gouvernement, notamment lorsqu’il s’est agi de la protection, insuffisante suivant moi, du travail national, et dans certaines questions financières, religieuses ou politiques. Le gouvernement m’a néanmoins conservé sa sympathie. »
Mandats d’Henri Quesné au Corps Législatif :
- 1ère législature, du 29 février 1852 au 29 mai 1857,  Groupe Majorité dynastique
- IIe législature, du 21 juin 1857 au 7 mai 1863, Groupe Majorité dynastique
- IIIe législature, du 31 mai 1863 au 27 avril 1869, Groupe Majorité dynastique
- IVe législature, du 23 mai 1869 au 4 septembre 1870, Groupe Centre droit (mais il fait toujours partie des « ministériels »)

En tant que député, il est rapporteur d’un projet de loi, visant à accorder un crédit extraordinaire de 170 000 francs pour la restauration de l’église Saint-Ouen de Rouen, adopté à sa grande satisfaction le 2 juin 1852. Il aidera aussi à l’achèvement de l’église de La Bouille en 1862 et obtiendra, en juin 1866, une subvention de 25 000 francs pour le rachat de la tour Jeanne d’Arc. Il n’intervient quasiment pas à la tribune de 1853 à 1864, mais se manifeste sur des questions très diverses dans les années 1866-1868. Il défend surtout, à maintes reprises, les intérêts de sa circonscription et plus particulièrement de l’industrie lainière d’Elbeuf. En mars 1854, il accompagne par exemple une délégation elbeuvienne composée de membres de la Chambre de commerce et du Conseil municipal venus solliciter les ministères de la Guerre, du Commerce et de l’Intérieur et transmettre un mémoire à l’Empereur afin d’obtenir des commandes d’État ; les fabriques de la ville obtiennent finalement entre mai 1854 et janvier 1856 la fourniture de 456 000 m de drap pour la Garde impériale et les troupes de ligne. La ville sollicite à nouveau des commandes de drap de troupe par l’intermédiaire de son député en 1870.
En 1856, il est nommé par décret président de la Société de secours mutuels des ouvriers de la fabrique d’Elbeuf. En tant que député, il collabore aussi à de nombreuses commissions d’enquête locales concernant le barrage écluse de Martot (1860), la participation des Elbeuviens à l’Exposition universelle de 1867. En 1865, il défend un projet de loi relatif à l’obtention d’un emprunt par la ville d’Elbeuf puis, l’année suivante, l’établissement d’une surtaxe sur son octroi. À de multiples reprises, il intervient aussi auprès du ministre des Travaux publics pour obtenir un tracé de chemin de fer ou une station proche d’Elbeuf, à Tourville notamment.
Ami d’Augustin Pouyer-Quertier, industriel rouennais du coton député de la Seine-Inférieure de 1857 à 1876 et farouche défenseur du protectionnisme, Henri Quesné défend les mêmes idées. En novembre 1869, lorsque le gouvernement charge le Conseil supérieur de l’Agriculture, du Commerce, et de l’Industrie (dont les membres désignés étaient favorables au libre-échange) d’enquêter sur les effets d’éventuels traités de commerce, de nombreux milieux économiques réclament l’instauration d’une commission parlementaire apte à travailler sur le même sujet. Celle-ci, formée de 36 députés, entame ses travaux le 21 mars 1870. Henri Quesné, hostile aux traités de commerce, s’arrange pour en devenir l’un des vice-présidents. La commission parlementaire auditionne des représentants de l’industrie lainière (dont plusieurs Elbeuviens), cotonnière et linière. Mais l’imminence de la guerre interrompt ses travaux le 8 juillet 1870.
Il siège d'abord dans la majorité dynastique et soutient le Second Empire, avant de s'éloigner quelque peu de la politique du gouvernement à partir de 1869. Il signe en effet l'Interpellation des 116 en 1869 et s’il préside encore le « Comité plébiscitaire » formé à Elbeuf pour inciter les électeurs à voter « oui » au référendum de mai 1870, il vote en juillet 1870 contre la guerre avec la Prusse.
Il subit avec son épouse le siège de Paris, ainsi que son cousin par alliance Raoul de Senevas (époux de Berthilde Quesné), venu défendre la capitale dans une compagnie de volontaires. Celui-ci, très anti-bonapartiste, est très dur dans son jugement, ainsi qu’en témoigne cet extrait d’une lettre adressée à sa femme : « Hier, je me suis réconcilié avec Henri, il a été moins bête. Mais j’espère bien qu’on ne le renommera plus député. Il est abruti, très vieux, tu ne le reconnaîtrais pas. »
Il se retire de la vie politique à partir de la révolution du 4 septembre, qui proclame la fin du Second Empire. Cependant, en 1876, il est encore délégué sénatorial cantonal pour la commune de Tourville. Il décline l’offre du préfet qui lui propose à nouveau d’être candidat officiel en 1877. Il vit désormais de ses rentes dans son château et sa propriété de Tourville-la-Rivière (près d’Elbeuf), au moins depuis 1872 selon une pièce de son dossier de la Légion d’honneur. Chevalier depuis le 6 août 1860, il est devenu en effet officier de la Légion d’honneur par décret du 14 août 1869.
Ses proclamations électorales mises à part (voir bibliographie), Henri Quesné semble n’avoir laissé qu’un ouvrage, rédigé vraisemblablement à la fin de sa vie : Question sociale. Dieu y soit. Union du capital et du travail (1880), prouvant qu’il n’était pas insensible à la question sociale et tentait de trouver une solution à la lancinante question de l’opposition entre patrons et ouvriers.
Henry Mathieu Quesné, propriétaire, ancien député, officier de la Légion d’honneur, veuf d’Angélique Marie Sapey, morte à Paris, 88 rue de Varennes, le 26 avril 1871, décède le 24 octobre 1887 en son domicile à Tourville-la-Rivière, âgé de 74 ans, des suites « d’une longue maladie », indiqua la presse. « Il s’était depuis longtemps retiré de la politique, mais avait conservé une grande popularité due à son affabilité et aux nombreux services qu’il était toujours prêt à rendre ». C’était le dernier représentant de la branche aînée des Quesné. Puis le nom s’éteignit par le décès du cousin germain du député mort sans postérité en 1911.

## Distinctions
- Officier de la Légion d'honneur (décret du 14 août 1869).

## Sources
- Francis Concato et Pierre Largesse, La Chambre et la fabrique. Histoire de la Chambre de commerce d’Elbeuf de 1861 à 1914, Elbeuf, CCI, 2001.
- Alain Becchia, La draperie d’Elbeuf (des origines à 1870), Mont-Saint-Aignan, Publications de l’Université de Rouen, 2000.
- Bérengère Delasalle, « La fortune des Quesné : étude du destin d’une grande famille de la bourgeoisie d’Elbeuf (1730-1880 »), mémoire de maîtrise d’Histoire sous la direction d’Alain Becchia, Université de Rouen, 1997, 2 vol.
- Francis Concato, Pierre Largesse, Éléments pour une histoire de la Chambre consultative des arts et manufactures d’Elbeuf, 1801-1861, Elbeuf, CCI, 1992.
- Marcel Boivin, Élections et plébiscites, 1848-1914, Rouen, C.R.D.P., 1971, 104 p.
- J. Plé, J. Jacquelin, « Députés et représentants du peuple de la Seine-Inférieure de 1819 à 1936 », s.l.n.d., 220 p. (Archives départementales de la Seine-Maritime, F 242).
- Senevas (baron de), Une famille française du XIVe au XXe siècle. Étude sur les conditions sociales, la vie et les alliances des Terrasson de Senevas. III. Raoul de Senevas et son épouse Berthilde Quesné. Lettres et souvenirs (1827-1928) [généalogie des Quesné], Paris, Impr. J. Dumoulin, 1939, 279 p.
- Albert Révérend (vicomte), Les familles titrées et anoblies au XIXe siècle. Titres, anoblissements et pairies de la Restauration, 1814-1830, t. 6, Paris, Chez l'Auteur et chez Honoré Champion, Libraire, 1906.
- Henri Saint-Denis, Histoire d’Elbeuf, t. X, (1846-1865), XI (1866-1879) et XII (1880-1904), Elbeuf, Impr. H. Saint-Denis, 1903-1905.
- « Henri Quesné », dans Adolphe Robert et Gaston Cougny, Dictionnaire des parlementaires français, Edgar Bourloton, 1889-1891 [détail de l’édition]
- Société de l’Histoire d’Elbeuf

## Iconographie
Album des députés au Corps législatif,  Photographies d'après nature par Mayer et Pierson, photographes de S. M. l'Empereur,  [Paris], [Entre 1857 et 1862], album de 193 photographies positives sur papier albuminé d'après des négatifs sur verre au collodion, format carte de visite (FRBNF40355374).